# Kenny Clarke
Kenneth Spearman Clarke, ps. „Klook”, znany też jako Liaqat Ali Salaam (ur. 9 stycznia 1914 w Pittsburghu, zm. 26 stycznia 1985 w Paryżu) – amerykański perkusista i bandlider jazzowy.
Znany ze współpracy z takimi muzykami jak Bud Powell, Miles Davis, Pierre Michelot czy Francy Boland, a przede wszystkim z wieloletniej gry w zespole Modern Jazz Quartet. Laureat NEA Jazz Masters Award 1983.